# Perkedel

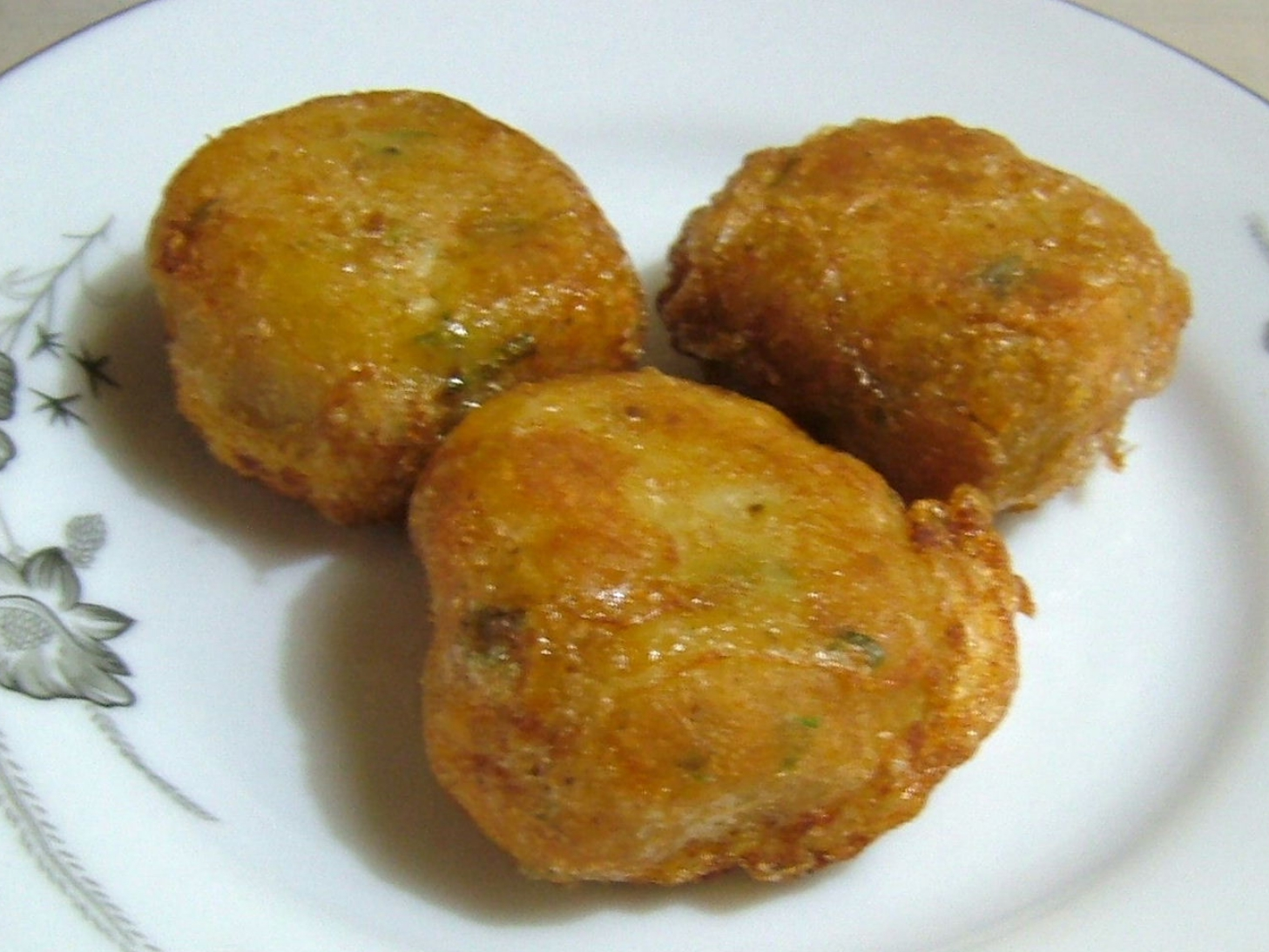
Perkedel kentang con papa.

Perkedel, bergedel, pegedil o begedil son una torillas fritas de Indonesia, preparadas con papas ralladas, carne picada, maíz pelado y rallado o tofu, o pescado picado. 
El perkedel más común es preparado con papas pisadas, aunque existen otras variantes populares tales como perkedel jagung (maíz pelado perkedel) y perkedel tahu (tofu perkedel) y perkedel ikan (pescado picado). 
Si bien en toda Indonesia se le llama perkedel; en javanés se le llama begedil, también en Malasia y Singapur se le llama así, lo cual podría indicar que este platillo frito fue llevado por inmigrantes javaneses a Malasia y Singapur.

## Origen
Se cree que el perkedel tiene sus orígenes en el frikadeller holandés, el cual en realidad es un platillo de albóndiga dinamarquesa o carne picada. Ello se debe a la conexión colonial con Holanda. A diferencia del frikadeller, el principal ingrediente del  perkedel no es carne, sino puré de papa.

## Ingredientes
En su preparación antes de pisar la papa las rodajas de papa no se hierven, ya que eso puede hacer que el perkedel sea demasiado blando, sino que se la fríe u hornea. El puré de papa frito se mezcla, en una proporción de 1:1, con carne picada. Sin embargo, a veces el perkedel común pueden no tener carne. La mezcla luego se mezcla con cebollín picado y se sazona con pimienta blanca en polvo, luego se forman tortitas redondas planas, se sumergen en yema de huevo o huevo batido, antes de freírlas .
Además de papa en la preparación del perkedel se suele utilizar chile Ojo de pájaro, cebolla, camarón, maíz pelado, o  tofu pisado.

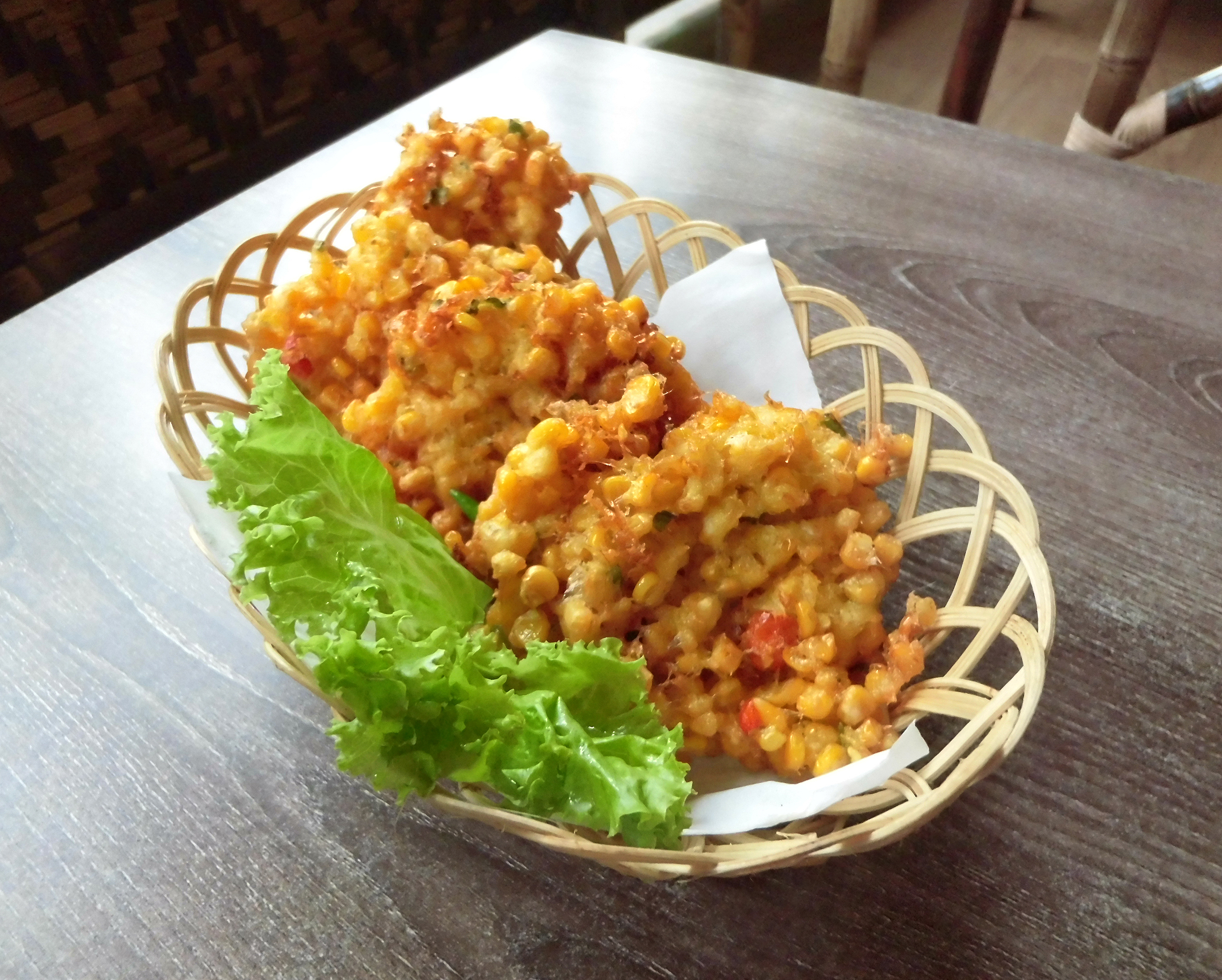
Perkedel de maíz.

## Consumo
El perkedel es un platillo popular, como acompañamiento o aperitivo. En Indonesia, por lo general es servido con nasi kuning acompañando tumpeng, soto ayam sopa de pollo y sayur sop (copa de vegetales y gallina).